# Krew Boga (piosenka)
Krew Boga – piosenka z płyty Kult wydana w 1987 roku, oficjalnie uznawana za najstarszy utwór Kultu – obok „Radia Tirany”, „Obywateli śmierdzieli” oraz „Starej ich armady”. Słowa napisał Kazik Staszewski. Forma i wykonanie piosenki nie uległy żadnym poważniejszym zmianom w czasie. W lutym 1987 roku pojawił się na Liście przebojów Programu Trzeciego.
W 2001 nowa, gitarowa wersja utworu została wydana na EP „Brooklyńska Rada Żydów”.